# Filip Rada
Filip Rada (5 settembre 1984) è un calciatore ceco, portiere del Dukla Praga.

## Carriera

### Club
Esordisce nel 2007-2008 con la maglia del Dukla Praga, squadra della Druhá Liga, secondo livello del calcio ceco. Rimane sempre con la stessa squadra, la quale ottiene, nel 2010-2011, la promozione in Gambrinus Liga.

## Palmarès

### Club

#### Competizioni nazionali
- Fotbalová národní liga: 1

Dukla Praga: 2010-2011, 2023-2024